# Mladší a pozdní doba bronzová na Slovensku
Toto je článek o mladší době bronzové a pozdní době bronzové na území Slovenska (1250 - 750 př. Kr.).

## Datování
Mladá doba bronzová v širším smyslu, tedy mladší doba bronzová v užším smyslu + pozdní bronzová doba, se datují takto:
- mladší doba bronzová = Reineckeho stupně: Br C2, Br D, Ha A1, Ha A2: 1 250/1200 - 1 000 př. Kr.
- pozdní doba bronzová = Reineckeho stupně: Ha B1, Ha B2, Ha B3: 1 000 - 850/800/750/700 před Kr.

V dalším textu se používá datace 1250 - 1000 - 750 př. Kr. Rok 1000 př. Kr. (Přelom mladší a pozdní doby bronzové) odpovídá vzniku podolské kultury na jihozápadním Slovensku a slezské fáze lužické kultury na severním Slovensku.

## Obecná charakteristika
Všechny kultury na Slovensku v tomto období patří mezi kultury popelnicových polí. Do kulturních komplexů (okruhů) kultur popelnicových polí se zařazují takto:
- okruh lužické kultury
- okruh středodunajských popelnicových polí (sem patří: velatická kultura, čakanská kultura (= čačianska kultura), Podolská kultura)
- okruh jihovýchodních popelnicových polí (sem patří: pilinská kultura, kultura Suciu de Sus, kyjatická kultura, gávská kultura)

Jedním z hlavních společných znaků mladší a pozdní doby bronzové je budování hradišť.

## Jednotlivé kultury

### Jihozápadní Slovensko
Před rokem 1200 př. Kr. se na Slovensku prudce zvýšil počet obyvatel (kolem roku 1400 př. Kr. žilo na Slovensku asi 60 000 lidí, kolem roku 1200 př. Kr. už 200 000). Byl to zejména důsledek rozvoje zemědělství a metalurgie kultur popelnicových polí (středních bronzových a už i mladších bronzových - velatické a čakanské). Kolem roku 1200 př. Kr. se počet obyvatel snížil, což velmi pravděpodobně souvisí s účastí velatické a čakanské kultury na tzv. stěhování národů doby bronzové - viz dále. S prvním stěhováním, souvisejícím s útoky tzv. mořských národů ve východním Středomoří (zničení Kréty, mykénské civilizace, boje s Egyptem), které skončily začátkem 12. století před Kr, a asi i příchodem Dórů do Řecka, zřejmě souvisí i (na západním Slovensku) změna uspořádání společnosti, kterou od té doby vedli vojenští vůdci, z nichž se konstituovala elita.
Na západním Slovensku zhruba 1250 př. Kr. - 1000 př. Kr. vyskytovala velatická a čakanská kultura. Podkladem pro vznik velatické kultury byla středodunajská mohylová kultura a podkladem pro vznik čakanské kultury byla karpatská mohylová kultura.
- Čakanská kultura východně od Váhu je reprezentována velkými náčelnickými mohylami, dobře vypálenou keramikou, vyšší diferenciací společnosti a ovládáním okrajových území sousedních kultur (lužické, velatické a pilinské). Ve vztahu k pilinské kultuře se dokonce předpokládá jakýsi "ochranný" poměr, za který pilinská kultura platila svými bronzovými výrobky. Od této kultury pocházejí nejstarší středoevropské bronzové pancíře. Naleziště mohylníků jsou např. Čaka, Kolta, Velké Ripňany, Dedinka. V Dedince se v jednom vedlejších hrobů mohyly našel hrob ženy - kněžky slunečního kultu, který soudě podle výbavy patří mezi nejvýznamnější nálezy žen 13. století př. Kr. na světě. Po přelomu Reineckeho stupňů Br D a Ha A1 (tedy kolem roku 1200 př. Kr.) lze pozorovat vylidňování a chudnutí oblastí této kultury, z čehož se usuzuje, že se zúčastnila první vlny výše zmíněného velkého stěhování národů bronzové doby.
- Západně od Váhu (plus oblast hradiště Kostolec (Ducové)) se vyskytovala Velatická kultura (= starší / velatická fáze okruhu středodunajských popelnicových polí). Významné hradiště jsou Kostolec (Ducové), Pohanská nad Plaveckým Podhradím a Devín, významné popelnicových pohřebiště Chotín, Devínska Nová Ves, Zohor a významná je i Mohyla v Očkově. Kultura se podobala čakanské kultuře. Rovněž ovládala hraniční území lužické kultury. Je charakterizována mimo jiné jen ojediněle se objevujícími mohylami (zato s bohatými milodary) a kolovými nejvíce dvouprostorovými stavbami. Rozsáhlá knížecí mohyla v Očkové je vnějším znakem nápadné společenské diferenciace v té době. Po přelomu Reineckeho stupňů Ha A1 a Ha A2 (tedy kolem roku 1100 př. Kr.) se území kultury vylidňuje a ochuzuje, z čehož se usuzuje, že se příslušníci této kultury zúčastnili druhé vlny velkého stěhování národů bronzové doby. Následující období velatické kultury je základem podolské kultury (viz dále).

Kolem roku 1000 př. Kr. (= začátek pozdní doby bronzové) velatickou a čakanskou kulturu vystřídala podolská kultura (= mladší / podolská fáze okruhu stčedodunajských popelnicových polí; 1000 - cca 750 př. Kr.). Na Slovensku (jihozápadní Slovensko a část západního Maďarska) se vyskytovala především tzv. podolská kultura (neboli chotínská fáze, typ), ojediněle považována za samostatnou chotínskou kulturu (vzhledem k ostatní podolské kultuře). Je pojmenována podle velmi významného pohřebiště v Chotíně u Komárna (Chotín II, 326 hrobů, z toho starší patří do velatické kultury). Od této kultury se, na rozdíl od její předchůdkyně - velatické kultury, nenašly na Slovensku nákladné mohyly (i na Moravě jsou velmi vzácné). Už na počátku vývoje této kultury pozorujeme dožívání a upadání starších keramických vzorů, bronzů je málo, předpokládá se vyčerpání dolů v Alpách. Zároveň pozorujeme pronikání lidu lužické kultury podél Malých Karpat do prostoru podolské kultury (což je opak vývoje během velatické kultury, kdy velatická kultura pronikala na území lužické kultury). Pozorujeme kulturní a hospodářský úpadek, budování refugií (Marianka), nakonec i ubývání počtu hradišť (zánik hradiště Pohanská, k roku 800 př. Kr. se datuje jen několik odkrytých nalezišť: sídliště Devín, Ivanka pri Nitre a pohřebiště Chotín). V pozdní bronzové době - stupně HB2 a 3 (950 - 750 př. Kr.) se předpokládají vpády kočovníků z východu, možná Kimerů (viz níže).

### Severní Slovensko
Na severním středním a západním Slovensku se již zhruba od poloviny střední doby bronzové a až do doby halštatské vyskytovala lužická kultura (přesněji kulturní komplex / okruh lužické kultury), která rovněž patří mezi kultury popelnicových polí. Na Slovensku hovoříme v době bronzové o slovenské skupině / větvi lužické kultury (slovenské skupině lužického kulturního komplexu). Lužická kultura je charakteristická kromě specifického materiálního projevu budováním hradišť, často zesílených kamennými prvky (Tupá Skala, Prašník, Vítkovce, Kostoľany pod Tribečom). Nejstarším nalezištěm lužické kultury je Martin (střední bronzová doba). Během stupně Br D v mladé bronzové době pozorujeme jednak expanzivní tlak velatické a čakanské kultury na lužickou kulturu, a jednak mohylové pohřbívání zejména na středním Pováží (horizont Mikušovce) jako paralelu ke knížecím mohylám na jihozápadním Slovensku. Ačkoli lze mohyly (např. na horní Nitře) ojediněle pozorovat až do konce doby bronzové, po stupni Br D se již pohřbívalo převážně v plochých urnový hrobech (Partizánske, Diviaky, Ilava, Trenčianske Teplice), které se později změnily na ploché jamkové. V mladé bronzové době z četných bronzových výrobků příslušníci této kultury exportovali trojžebrové meče liptovského typu. Se začátkem pozdní doby bronzové (1000 př. Kr.) na Slovensku mluvíme o slezské fázi / skupině lužického kulturního komplexu. Během ní lužická kultura proniká podél horských hřebenů do prostoru podolské kultury. O dalším vývoji lužické kultury na Slovensku viz halštatská doba na Slovensku.
Během celé mladší a pozdní doby bronzové i během halštatské doby (od 1200 př. Kr.) existovala při Dudváhu zemědělsko-řemeslnická osada Pobedim (111 sídlištních objektů), která je charakteristická nálezy jak z lužické kultury (severní vliv), tak i nálezy okruhu středodunajských popelnicových polí (jižní vliv). V souladu s celkovým vývojem na Slovensku v mladší době bronzové převažuje vliv velatické kultury, od pozdní doby bronzové převažuje vliv lužické kultury.

### Východní a jižní střední Slovensko
Na východním Slovensku (Východoslovenská nížina, Košická kotlina a některých oblastech Šariše) kolem 1200 př. Kr. nahradila pilinskou kulturu a kulturu Suciu de Sus gávská kultura původem z východu. Vznikla z otomanské kultury a kultury Suciu de Sus. Trvala až do konce doby bronzové - cca do roku 750 před Kr. Charakteristické je budování hradišť (Lysá Stráž, Nižný Tvarožec-Pivničky, Šarišské Sokolovce, Obišovce, Koňuš-Starý Koňuš, Hradová hura), svérázná keramika a rozsáhlá metalurgie bronzu (šperk, zbraně, pancíře, přilby, soupravy na pití, nádoby). Vzácným příkladem pokročilých bronzařských technik je nález zadní části plechového krunýře z Čierné nad Tisou. Z Obišovců pochází unikátní nález dvou bronzových kol se 4 špicemi pocházejících z lehkého dvoukolového bojového vozu (bigy), taženého koňmi. V závěrečné fázi gávské kultury (Ha B3 - 8. stol. Př. Kr.) mluvíme na Slovensku a na Ukrajině o tzv. somotorském typu (Somotor - hradiště a pohřebiště; Vojatín - pohřebiště).
Na jižním středním, resp. jihozápadním východním, Slovensku nejprve ještě pokračovala pilinská kultura (viz výše), kterou zhruba 1100 př. Kr. (na přelomu Ha A1 a Ha A2) na menším území vystřídala kyjatická kultura, součást okruhu jihovýchodních popelnicových polí. Kyjatickou kulturou končí 2700 let trvající osídlení regionu Slovenského krasu. Vznikla smísením vlivů pilinské kultury, lužické kultury a gávské kultury. Sídliště měla neopevněné nížinné (Radzovce) i opevněné výšinné (Lysec, Maginhrad, Pohanský vrch u Horních Plachtinců, Včelince), využívaly se i jeskyně (Majda - Hraškova, Sokolí jeskyně, Jasovská jeskyně, Silická lednice, Chvalovská jeskyně), ale ty spíše na kultovní než na obytné účely . Na opevněných výšinných sídlech (Hradisko) se zpracovával bronz, nížinná sídla byla zemědělská. V jeskyních se našly masky z lidských a zvířecích lebek (jeskyně Majda), zřejmě související s magií a kultem. Kyjatická kultura zanikla kolem 750 př. Kr., tedy s koncem pozdní doby bronzové, její území pak asi dvě stě let zůstalo vylidněné, pouze severnější oblasti zaujala lužická kultura.
V mladší a pozdní bronzové době pronikla na severní východní Slovensko i lužická kultura (viz výše). Doložená je jen na dvou žárových pohřebištích (Švábovce, Hraničná pri Hornáde).

## Železo
Ze závěru doby bronzové již známe z celého - kromě severního - Slovenska (kyjatická kultura, gávská kultura, Podolská kultura) první častější nálezy železných, tj. nebronzových, předmětů. Z území kyjatické kultury pocházejí i náznaky pokusů tavit železo a předpokládá se, že někde v kulturní oblasti východního a jižního středního Slovenska už existovalo samostatné železářské středisko. Nálezy na západním Slovensku se naopak přisuzují železářskému centru, které v závěru doby bronzové vzniklo ve východoalpské oblasti.

## Thrácko-kimerský horizont
Kolem první poloviny 8. století př. Kr. (podle jiných zdrojů kolem 800 př. Kr. Nebo 800 - 700 př. Kr.) pozorujeme v Evropě změny obrovského rozsahu. Zvýšil se pohyb obyvatelstva, přibyly válečné konflikty. Jak ve východokarpatské a dolnodunajských skupinách pozdních kultur popelnicových polí, tak i v západní Karpatské kotlině, v nadalpské oblasti i kolem jihovýchodních výběžků Alp lze pozorovat výskyt bronzových a železných výrobků kavkazsko-pontského typu s převahou součástek koňského postroje, které zpravidla přisuzujeme Kimmeriům a příbuzným nomadizovaným etnickým skupinám, jež Herodotos lokalizuje do severních černomořských stepních oblastí. Nejintenzivnější byl jejich vliv ve východokarpatské a dolnodunajské oblasti, kde i vytvořily nové kulturně-společenské uskupení, například skupinu / kulturu Mezöcsát v severovýchodním Maďarsku a bosutsko-banátský kulturní komplex ve Vojvodině a Banátu, které pak značně ovlivnily i během halštatské doby některé okolní regiony (např. bosutsko-banátský kulturní komplex jihozápadní Slovensko). V nížinách, zejména na východním Slovensku, je zejména kolem 750 př. Kr. patrný silný vliv skupiny / kultury Mezöcsát a je možné i předpokládat přímé rozšíření nositelů této kultury. Jelikož (přinejmenším) na východním Slovensku z etnického hlediska na konci doby bronzové žili Thrákové, je zde možné postulovat kolem 750 př. Kr. i jakési thrácko-kimerské soužití. Někteří autoři hovoří pro oblast Karpatské kotliny a okolí pro toto období o thráckokimerské kultuře neboli thráckokimerském horizontu (nebo jen kimerském horizontu). Je třeba poznamenat, že začátek hromadného užívání železa jako nového kovu v 8. století nesouvisí s vpádem těchto nomádů, ačkoli ti byli vyzbrojeni železnými zbraněmi.